# Stibaractis astrepta
Stibaractis astrepta là một loài bướm đêm trong họ Geometridae.